# Rodezja Północna na Letnich Igrzyskach Olimpijskich 1964
Rodezję Północną na XXIII Letnich Igrzyskach Olimpijskich reprezentowało 12 sportowców.
Był to pierwszy start Zambii (jako Rodezja Północna) na letnich igrzyskach olimpijskich.

## Skład kadry

### Boks
- Cornelis van der Walt - waga kogucia - 17. miejsce
- Ian McLoughlin - waga piórkowa - 17. miejsce

### Lekkoatletyka
Mężczyźni
- Jeffery Smith

100 metrów - odpadł w eliminacjach
200 metrów - odpadł w eliminacjach
- Constantino Kapambwe - maraton - 46. miejsce
- Trev Haynes - maraton - 54. miejsce
- Laurent Chifita - maraton - 57. miejsce
- Wallie Babb - 110 metrów przez płotki - odpadł w eliminacjach

### Pływanie
Mężczyźni
- Alan Durrett

400 metrów st. dowolnym - odpadł w eliminacjach
1500 metrów st. dowolnym - odpadł w eliminacjach
- Charles Fox

200 metrów st. klasycznym - odpadł w eliminacjach
400 metrów st. zmiennym - odpadł w eliminacjach

### Szermierka
Kobiety
- Patricia Skinner - floret - odpadła w eliminacjach

### Zapasy
Mężczyźni
- John Smith - waga piórkowa, styl wolny - niesklasyfikowany
- Theunis van Wyk - waga średnia, styl wolny - niesklasyfikowany

### Piłka nożna
Mężczyźni
- Alex Chola, Clement Banda, Dickson Makwanza, Evans Katebe, Frederick Kashimoto, Godfrey Chitalu, Kaiser Kalambo, Milton Muke, Kenny Mwape, Moffat Sinkala, Moses Simwala, Pele Kaimaha, Stanley Tembo, Kampela Katumba - 13. miejsce